# Aepeomys
Aepeomys — рід гризунів з родини Хом'якові (Cricetidae). Види цього роду зустрічаються в Еквадорі (А. lugens) і Венесуелі (обидва види).

## Опис
Досягають довжини тіла близько 11 сантиметрів, хвіст довжиною від 8 до 12 сантиметрів. Шерсть зверху від оливково-коричневої до сірувато-коричневою, низ світліший. Череп вузький, подовжений писочок. Очі є відносно невеликими. Перший палець передньої лапи має ніготь замість кігтя. 

## Проживання, екологія
Ці тварини живуть в андських районах Венесуели й Еквадору, де зустрічаються на висотах до більш ніж 3200 метрів. Вони повинні бути принаймні частково деревними; будують гнізда на деревах. В іншому, мало що відомо про їх спосіб життя.